# Apophylia fruhstorferi
Apophylia fruhstorferi is een keversoort uit de familie bladkevers (Chrysomelidae). De wetenschappelijke naam van de soort werd in 1946 gepubliceerd door Maurice Pic.